# Provincia de Kompung Chinang
La Provincia de Kompung Chinang es una provincia de la llanura central del Reino de Camboya y su capital es la Ciudad de Kompung Chinang. La palabra Kompung en camboyano (khmer) traduce "puerto".
El principal atractivo de la provincia lo constituye la ciudad de Udong, capital del Reino de Camboya entre 1618 - 1866 antes de que ésta pasara a ser Phnom Penh. Los restos arqueológicos de Udong pueden verse en Phnom Udong, cerca de la ciudad provincial.

## Geografía
La Provincia está integrada complemente a la llanura de Camboya central y tiene el borde suroriental del Tonlé Sap. Es además uno de los principales proveedores de pesca en el país y la ciudad provincial posee grandes riquezas arqueológicas. Está atravesada por la vía férrea que une a Phnom Penh con Bangkok, aunque está abandonada en numerosos tramos. La Carretera 5 une a la Provincia con Phnom Penh al suroriente y con la Provincia de Pursat al noroeste.

## División Política
La provincia se divide en ocho distritos.
- 0401 Baribour
- 0402 Chol Kirí
- 0403 Ciudad de Kompung Chinang
- 0404 Kompung Leaeng
- 0405 Kompung Tralach
- 0406 Rolea B'ier
- 0407 Sameakki Mean Chey
- 0408 Tuek Phos

- Datos: Q877468
- Multimedia: Kampong Chhnang Province / Q877468